# Reaktanz (Psychologie)
Psychologische Reaktanz ist "die Motivation zur Wiederherstellung eingeengter oder eliminierter Freiheitsspielräume." Reaktanz wird in der Regel durch psychischen Druck (z. B. Nötigung, Drohungen, emotionale Argumentation) oder die Einschränkung von Freiheitsspielräumen (z. B. Verbote, Zensur) ausgelöst. Als Reaktanz im eigentlichen Sinne bezeichnet man dabei nicht das ausgelöste Verhalten, sondern die zugrunde liegende Motivation oder Einstellung.
Reaktanz liegt typischerweise dem „Reiz des Verbotenen“ zu Grunde. Sie ähnelt dem Trotz, wobei Trotz jedoch auch aus anderen Gründen als der Beschneidung von Freiheit auftreten kann.

## Voraussetzungen für das Entstehen
Voraussetzungen für das Entstehen von Reaktanz sind
- die Vorstellung zu besitzen, über einen Freiheitsspielraum zu verfügen
- diesen Freiheitsspielraum für einigermaßen wichtig zu halten
- eine Bedrohung oder Eliminierung dieses Freiheitsspielraumes wahrzunehmen.[2]

## Reaktanz und reaktantes Verhalten
Typisch für die Reaktanz ist eine Aufwertung der eliminierten Alternative, das heißt, gerade diejenigen Freiheiten, die der Person genommen wurden, werden nun als besonders wichtig erlebt. Die betroffene Handlungsmöglichkeit kann der Person zuvor völlig unwichtig gewesen sein. Im Extremfall hat die Person von dieser Handlungsmöglichkeit vor dem Eintreten der Beschränkung nie Gebrauch gemacht, übt die Handlung aber seit dem Eintreten der Einschränkung aus. Reaktantes Verhalten besteht darin, solche Handlungen nun erst recht auszuführen. Auf diese Weise möchte sich die betroffene Person diese Freiheiten gleichsam erzwingen (auch wenn dies ggf. gar nicht mehr möglich ist).
Andererseits kann eine sehr starke oder nicht mehr zu ändernde Einschränkung der Handlungsfreiheit auch dazu führen, dass alternative Freiheiten, die einen ähnlichen Stellenwert haben, aber nicht von der Einschränkung betroffen sind, ausgeführt werden. Auf diese Weise kann die reaktante Person das Gefühl der Kontrolle und somit auch ihre Handlungsmöglichkeiten zurückerlangen.

## Beispiele
- Ausverkauf ⇒ die Ware erscheint mit zunehmender Knappheit begehrenswerter als zuvor.
- Kindererziehung ⇒ „die Speise/das Getränk (z. B. Cola) ist nichts für dich, du bist noch zu klein“ führt in vielen Fällen zu einem „jetzt will ich es aber trotzdem essen/trinken“.
- Gesundheitskampagnen ⇒ Aufwertung von Cannabis-Konsum bei Anti-Drogen-Kampagne, Raucher fühlen sich durch Verbote o. Ä. diskriminiert oder bevormundet.
- Klimaschutz ⇒ Autoaufkleber mit Spruch Sei kein Penner, fahr Verbrenner: Autofahrer kokettieren damit, aus Überzeugung ein Auto mit Verbrennungsmotor zu fahren.

## Theorie der Reaktanz
Der Problemkreis wurde von Jack W. Brehm (1928–2009) 1966 in seiner Theorie der Reaktanz ausgiebig untersucht. Brehms Forschungsergebnisse haben insbesondere Eingang in die Arbeitspsychologie und in die Verkaufspsychologie gefunden. Reaktanz gilt hier gemeinsam mit Lethargie (nach der Theorie der erlernten Hilflosigkeit von Martin Seligman, 1986) und Überkonformität als eines der drei wichtigsten Reaktionsmuster auf äußeren Druck oder Einschränkungen.

### Auftreten von Reaktanz
Nach Wicklund (1974) tritt Reaktanzverhalten insbesondere dann auf, wenn
- äußere Einflussversuche zur Änderung oder Kontrolle von Einstellungen erfolgen [aktiver sozialer Einfluss von außen] oder
- Barrieren errichtet werden [passiver sozialer Einfluss von außen] oder
- ein Zwang zur Auswahl zwischen verschiedenen Alternativen besteht [aktive/passive Behinderung von innen].

### Stärke der Reaktanz
Die Stärke der Reaktanz hängt von folgenden Faktoren ab:
- Überzeugung einen Freiheitsspielraum zu besitzen[4]
- Umfang des subjektiven Freiheitsverlusts: Je größer die Anzahl der bedrohten oder eliminierten Entscheidungsalternativen, desto stärker die Reaktanz.
- Stärke der Freiheitseinengung: Je größer die Bedrohung der Freiheit (eventuell bedroht, stark bedroht, für immer verloren etc.), desto stärker die Reaktanz.
- Wichtigkeit der eingeengten Freiheit – die Reaktanz ist umso größer
  - je größer der instrumentelle Wert der bedrohten Verhaltensweise, um ein bestimmtes Ziel zu erreichen;
  - je größer die Stärke des entsprechenden Bedürfnisses.
  - je weniger die Beteiligten über das Ziel einer Maßnahme informiert sind[5]
- Die Erwartung, ein bestimmtes Ziel erreichen zu können.
- Die von der beeinflussten Person selbst angenommene Sachkompetenz. Je mehr Kompetenz sich eine Person selber zuschreibt, umso sensibler reagiert diese auf Beeinflussungsversuche und mögliche Einengungen ihrer Entscheidungsfreiheit.[6]

### Spezifische Effekte der Reaktanz
Allgemein differenziert Brehm zwischen subjektiven Effekten, die sich nicht direkt im beobachtbaren Verhalten äußern und daher nicht durch die Umwelt kontrollierbar sind, und Verhaltenseffekten. Diese enthalten jedoch häufig antisoziale Reaktionen, die negativ sanktioniert sind. Deshalb treten unter bestimmten Umständen lediglich subjektive Effekte, jedoch keine Verhaltenseffekte auf.
Im Einzelnen sind die Hauptklassen an Reaktionen:
- Direkte Wiederherstellung der Freiheit durch entsprechende Verhaltensaktionen:
  - effektivste Art der Reaktanzreduktion,
  - aber häufig nicht möglich, wegen negativer Sanktionen oder irreversibler Elimination der Freiheit.
- Indirekte Wiederherstellung der Freiheit durch eine Verhaltensweise, die der verlorenen möglichst ähnlich ist.
- Aggression, die differenziert werden kann in:
  - instrumentelle Aggression;
  - unspezifische Aggressivität.
- Attraktivitätsveränderungen: Als kognitive Strategie zur Dissonanzreduktion wird die verlorene Freiheit in ihrer Attraktivität abgewertet.

### Experiment: Der Saure-Trauben-Effekt
Die Bezeichnung Saure-Trauben-Effekt bezieht sich auf die Fabel Der Fuchs und die Trauben von Äsop. Das ursprünglich von Brehm beschriebene Experiment lief folgendermaßen ab: Zwei Versuchsgruppen sollten vier Schallplatten bewerten. Den Personen der A-Gruppe wurde mitgeteilt, dass sie sich als Belohnung für die Teilnahme am Ende eine Schallplatte aussuchen könnten. Die Personen der B-Gruppe erhielten die Information, dass sie als Belohnung eine der Platten zugeteilt bekämen. Am zweiten Versuchstag erhielten beide Gruppen die Information, dass zwei der vier Schallplatten nicht mehr verfügbar seien.
In der A-Gruppe, die sich eine Schallplatte aussuchen durfte, stieg daraufhin die Bewertung der eliminierten Alternative deutlich an (Reaktanz). In der B-Gruppe hingegen sank sie (Saure-Trauben-Effekt). Die Entstehung des Effektes wird so gedeutet: Die Platte, welche nun unerreichbar ist, hätte den Teilnehmern der B-Gruppe prinzipiell zugeteilt werden können. Durch den Wegfall dieser unkontrollierbaren Alternative entsteht kognitive Dissonanz. Diese kann leicht abgebaut werden, indem die eliminierte Alternative als weniger präferabel bewertet wird. Es findet hier sozusagen eine Verkleinerung eines virtuellen Verlustgefühls statt.

### Integrationsmodell von Hilflosigkeit und Reaktanz
Nach Wortmann und Brehm (1975) beziehen sich Reaktanz und Erlernte Hilflosigkeit auf vergleichbare Situationen. Der Freiheitsverlust der Reaktanztheorie kann nach ihnen mit der Unkontrollierbarkeitskomponente der Hilflosigkeitstheorie gleichgesetzt werden. Betreffend der Folgen der Unkontrollierbarkeitserfahrung unterscheiden sich Reaktanz und Hilflosigkeitstheorie aber erheblich:
Reaktanztheoretisch antwortet das Individuum auf Kontrollverlust z. B. mit Aufwertung oder Aggression, während nach der Hilflosigkeitstheorie Rückzug und Passivität erwartet werden. Wortmann und Brehm integrierten diese Reaktionsformen in einem gemeinsamen Modell. Demnach führen kurze Unkontrollierbarkeitserfahrungen beim gleichzeitigen Bestehen einer übergeordneten Kontrollerwartung zu Reaktanzverhalten, während andauernde Unkontrollierbarkeitserfahrungen ohne übergeordnete Kontrollerwartungen zu Hilflosigkeitseffekten führen.

## Anwendungsbereiche

### Mediation
Wenn in einer Mediation eine bestimmte Einschränkung des Verhaltens gefordert wird, kann reaktantes Verhalten eine erfolgreiche Lösung des mediierten Konfliktes beeinträchtigen. Auch hier ist die Möglichkeit der Partizipation sowie das Verständnis der Legitimität der Verhaltenseinschränkung eine Möglichkeit, Reaktanz zu verringern.

### Arbeits- und Handelspsychologie
Im Zusammenhang mit Umstrukturierungen in Unternehmen kann es zu Reaktanzverhalten ganzer Abteilungen kommen, wenn diese etwa bei der Einführung neuer Techniken nicht genügend berücksichtigt oder befragt wurden. Um derartige Effekte zu vermeiden, sind eine geeignete Informationspolitik, eine Partizipation der betroffenen Abteilungen und ggf. eine Schulung der Mitarbeiter notwendig. Durch diese Maßnahmen – eine gute Durchführung vorausgesetzt – lässt sich Reaktanz ebenso wie erlernte Hilflosigkeit oder Überkonformität nachweislich vermindern. Als besonders wichtig hat sich dabei die Möglichkeit zur Partizipation erwiesen.
Da das Alltagsverhalten der Kunden von Handelsbetrieben oft durch Reaktanz beeinflusst oder sogar bestimmt wird, widmet sich vor allem die Handelsbetriebslehre, insbesondere ihre Zweiglehre Handelspsychologie, diesem Phänomen. Empfindet ein Kunde seine Wahlfreiheit zwischen verschiedenen Artikeln bedroht („Solange der Vorrat reicht“, „Verkauft“-Hinweis an einer Schaufensterauslage usw.), wird er versuchen, den Spannungszustand, in den er dadurch geraten ist, abzubauen und den Freiheitszustand wiederherzustellen sowie die bedrohte oder verlorene Alternative aufzuwerten. „Bei diesem Versuch kann allerhand passieren: Aktives Bemühen um den unzugänglichen Artikel, ‚Jetzt erst recht‘, Aggression, Trotz, Ärger, Abwertung oder Meidung des Geschäfts.“ (Schenk, S. 34)

### Psychotherapie
Die Reaktanz ist in vielen Therapierichtungen kein explizites Thema, obwohl sie in allen Fällen, in denen Fremdmotivation eine Rolle spielt – Kinder- und Jugendlichenpsychotherapie und alle durch (gerichtliche oder sonstige) Auflagen herbeigeführte Therapien, wie z. B. Drogentherapie oder Forensische Psychiatrie – berücksichtigt werden muss. Richtungen, welche implizit die Reaktanz benutzen, um Veränderungen zu erleichtern, sind folgende:
- In der Hypnotherapie nach Milton H. Erickson sind viele Fälle bekannt, in denen Veränderung durch geschickte Nutzung der Reaktanz erreicht wurde.
- Die Provokative Therapie nach Frank Farrelly
- Die Logotherapie Viktor E. Frankls benutzt die reaktante Tendenz als Grundlage dessen, was er als „paradoxe Intention“ beschrieb. Der Patient soll hierbei scheinbar unwillkürliche, störende Erscheinungen in vorsätzliche Absicht verwandeln; so sollen etwa Schlafstörungen aufgelöst werden durch den (paradoxen) Vorsatz, unbedingt wach zu bleiben.[7]

## Literarische Beispiele für reaktantes Verhalten
Ein berühmtes Beispiel aus der Literatur ist eine Episode aus Tom Sawyer. Tom stellt allerlei Blödsinn an. Eines Tages wird er dazu verdonnert, den hauseigenen Zaun zu streichen.
Als der erste Freund bei Tom vorbeischlendert, bleibt der Spott natürlich nicht aus. Tom lässt sich nicht beeindrucken: Wer will denn schwimmen, wenn er die Chance bekommt, einen Zaun zu streichen! Mit allem nur möglichen Enthusiasmus vertieft sich Tom Sawyer in die Arbeit, trägt hier einen Pinselstrich auf, beäugt dort eine noch nicht perfekt gestrichene Stelle. Sein Freund Ben ist ungläubig, wird neugierig und fragt, ob er vielleicht nicht auch einmal ein wenig malen dürfe. Tom Sawyer sieht ihn skeptisch an und zweifelt, ob Ben die Arbeit gut genug machen kann, da seine Tante Polly sehr kritisch in solchen Dingen sei. Ben wird nervös und bietet Tom einen Apfel an. Tom windet sich ein wenig, schließlich willigt er ein. Am Ende des Tages hat er mehrere seiner Freunde davon überzeugt, dass sie nichts lieber wollen als diesen Zaun zu streichen.
Er hat seinem Freund eine Option der Freizeitgestaltung schmackhaft gemacht, die er eigentlich nicht freiwillig in Betracht gezogen hätte – wäre sie nicht so schwer zu erreichen gewesen. Erst dadurch, dass Tom auf seine kritische Tante verwies und damit unterschwellig andeutete, nur die Besten würden eine solche Aufgabe bewerkstelligen können, konnte er Ben überzeugen. Mehr noch, der Freund zahlte sogar dafür, die Arbeit zu erledigen. Den Zaun zu streichen, erschien nun als etwas ganz Besonderes – und die Tatsache, dass Tante Polly nicht jeden diese Arbeit machen ließ, machte die Möglichkeit nur noch attraktiver. Die Handlung des Zaunstreichens war plötzlich eine exklusive Option.
Die Geschichte von Romeo und Julia kann man ebenso bezogen auf die Reaktanztheorie interpretieren. Das Verbot und die sozialen Einschränkungen, die ihre Wahlfreiheit bezüglich eines Partners determinieren, macht sie füreinander umso attraktiver und motiviert sie, das Verbotene aufzusuchen („Romeo-und-Julia-Effekt“). So haben sie, trotz des tragischen Endes, ihre Freiheit (oder vielleicht auch nur eine Illusion dieser Freiheit) wiederhergestellt, dafür jedoch mit ihrem Leben bezahlt und sich somit jeglicher weiterer Freiheit beraubt.
Ein weiteres Beispiel für eine Reaktanzreaktion nach dem Saure-Trauben-Effekt ist in einer bekannten Anekdote über die Einführung der Kartoffel in Preußen durch Friedrich den Großen überliefert: Weil sich die Bauern nur schwer zum Kartoffelanbau motivieren ließen, habe Friedrich die Pflanze auf königlichen Feldern anbauen und in auffälliger Weise von Soldaten bewachen lassen. Die Untertanen sollen dadurch so neugierig geworden sein, dass sie die Knollen von den königlichen Äckern stahlen und in ihren eigenen Gärten anpflanzten.